# Victoria Beach
Victoria Beach es un municipio rural canadiense situado en la provincia de Manitoba.

## Superficie
Victoria Beach tiene una superficie de 20,71 km².

## Demografía
En 2021, tenía 689 habitantes, una densidad poblacional de 33,3 hab./km², y 1854 viviendas.